# US Open 2013 - Doppio leggende misto
Questo incontro di un unico set da tre game non metteva in palio un titolo ma era semplicemente un'esibizione tra due leggende del tennis femminile e due attori americani.
Le vincitrici sono state le leggende che hanno battuto per 3-27 gli attori.

## Tabellone

### Legenda
| - Q = Qualificato - WC = Wild card - LL = Lucky loser | - ALT = Alternate - SE = Special Exempt - PR = Protected Ranking | - w/o = Walkover - r = Ritirato - d = Squalificato |

### Finale
|  | Finale                   |                          |                          |                          |    |  |
|  |                          |                          |                          |                          |    |  |
|  | Chris Evert Monica Seles | Chris Evert Monica Seles | Chris Evert Monica Seles | Chris Evert Monica Seles | 3  |  |
|  | Jason Biggs Rainn Wilson | Jason Biggs Rainn Wilson | Jason Biggs Rainn Wilson | Jason Biggs Rainn Wilson | 27 |  |